# Magnus Wislander
Hans Einar Magnus Wislander (* 22. Februar 1964 in Göteborg, Schweden) ist ein ehemaliger schwedischer Handballspieler. Wislander wurde von der IHF zum Welthandballer des Jahrhunderts gewählt.

## Karriere

### Handball

#### Im Verein
Nachdem Wislander seit 1973 beim Göteborger Verein Tuve IF gespielt hatte, wechselte er 1979 zu Redbergslids IK Göteborg. 1990 wechselte er zum deutschen Spitzenverein THW Kiel, wo er bis 2002 spielte und unter anderem siebenmal Deutscher Meister wurde. Im Jahr 2002 wechselte Wislander als Spielertrainer erneut zu Redbergslids IK. 2005 beendete er seine Karriere und arbeitete bis zu seiner Entlassung am 20. November 2012 als Trainer des Vereins. Anschließend blieb er dem Verein bis zum Saisonende 2019/20 als Co-Trainer treu.
Unter dem Dach der Ostseehalle, dem Spielort des THW Kiel, hängt sein Trikot mit der Nummer 2, die ihm zu Ehren nie mehr vergeben wird. Wislander warf in 369 Bundesligaspielen für Kiel 1.371 Tore (Quote: 3,72 Tore/Spiel).
Wislander spielte meist auf der Spielmacherposition Rückraum Mitte. In den letzten Jahren seiner Karriere wurde er als Kreisläufer eingesetzt.

#### In der Nationalmannschaft

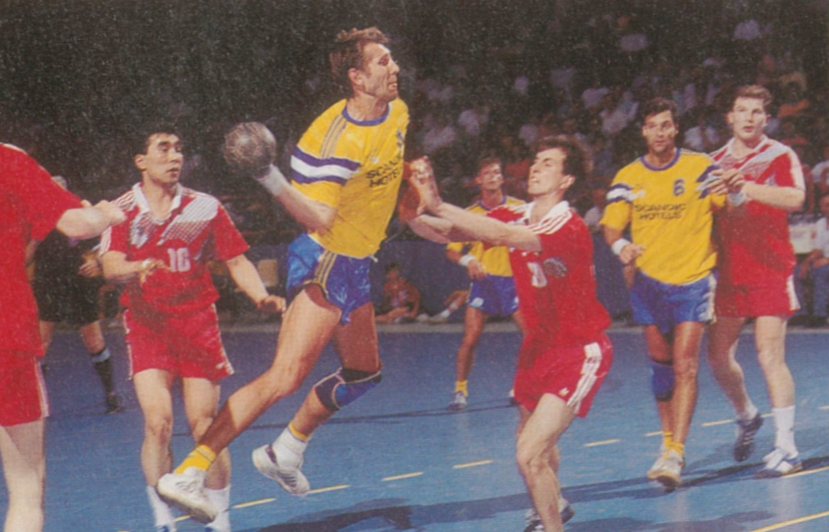
Magnus Wislander beim Torwurf gegen die Auswahl der GUS im Jahr 1992.

Am 16. Januar 1985 gab Wislander im Baltic-Cup gegen die Sowjetunion sein Nationalmannschaftsdebüt. Bis zu seinem letzten Länderspiel am 19. Oktober 2004 in Kiel gegen Deutschland bestritt er 384 Länderspiele, in denen er 1.185 Tore erzielte (Quote: 3,09 Tore/Spiel). Mit der Nationalmannschaft holte Wislander in dieser Zeit zwei Weltmeister-Titel, vier Europameisterschaftstitel und wurde dreimal Olympiazweiter.

### Goalball
Wislander übernahm im August 2022 das Traineramt der schwedischen Goalball-Nationalmannschaft.

## Privates
Wislander ist verheiratet und hat drei Kinder. Seine Tochter Therese spielte Handball in der Elitserien, der höchsten schwedischen Spielklasse. Im Oktober 2019 erlitt er einen leichten Schlaganfall.

## Titel und persönliche Erfolge

### Titel

#### Verein
- Deutscher Meister: 1994, 1995, 1996, 1998, 1999, 2000, 2002
- Deutscher Pokalsieger: 1998, 1999, 2000
- EHF-Pokalsieger: 1998, 2002
- EHF-Champions-League-Finalist: 2000
- Schwedischer Meister: 1985, 1986, 1987, 1989, 2003

#### Nationalmannschaft
- Weltmeister: 1990, 1999
- Vizeweltmeister: 1997, 2001
- Weltmeisterschaftsdritter: 1993, 1995
- Europameister: 1994, 1998, 2000, 2002
- Olympiazweiter: 1992, 1996, 2000

### Persönliche Erfolge
- Welthandballer des Jahrhunderts
- Welthandballer: 1990
- Mitglied der Hall of Fame der Europäischen Handballföderation seit 2023[9]
- Bester Spieler der Europameisterschaft 2002
- Schwedischer Jahrhundertspieler
- Schwedischer Rekordnationalspieler und -torschütze
- Bester Bundesligaspieler: 2000
- Bester Ausländer der Bundesliga: 1994, 1995, 1996
- THW-Spieler des Jahrhunderts
- Kieler Sportler des Jahres: 1994, 1995, 1996, 1997, 1998, 1999
- Verdienstmedaille der Stadt Kiel
- Schleswig-Holstein-Medaille: 2002[10]

## Bundesligabilanz
| Saison    | Verein   | Spielklasse | Spiele | Tore | 7-Meter | Feldtore |
| --------- | -------- | ----------- | ------ | ---- | ------- | -------- |
| 1990/91   | THW Kiel | Bundesliga  | 33     | 122  | 11      | 111      |
| 1991/92   | THW Kiel | Bundesliga  | 30     | 102  | 4       | 98       |
| 1992/93   | THW Kiel | Bundesliga  | 27     | 79   | 0       | 79       |
| 1993/94   | THW Kiel | Bundesliga  | 34     | 117  | 0       | 117      |
| 1994/95   | THW Kiel | Bundesliga  | 30     | 124  | 0       | 124      |
| 1995/96   | THW Kiel | Bundesliga  | 24     | 95   | 1       | 94       |
| 1996/97   | THW Kiel | Bundesliga  | 29     | 103  | 0       | 103      |
| 1997/98   | THW Kiel | Bundesliga  | 28     | 117  | 0       | 117      |
| 1998/99   | THW Kiel | Bundesliga  | 30     | 122  | 0       | 122      |
| 1999/2000 | THW Kiel | Bundesliga  | 34     | 150  | 0       | 150      |
| 2000/01   | THW Kiel | Bundesliga  | 37     | 130  | 0       | 130      |
| 2001/02   | THW Kiel | Bundesliga  | 33     | 110  | 0       | 110      |
| 1990–2002 | gesamt   | Bundesliga  | 369    | 1371 | 16      | 1355     |